# Yellow Matter Custard
Gli Yellow Matter Custard sono stati un supergruppo rock statunitense, formatosi nel 2000; sono la cover band di maggior successo dei Beatles.

## Storia
La formazione iniziale comprendeva Neal Morse, (Spock's Beard), Paul Gilbert (Mr Big), Matt Bissonette (Electric Light Orchestra) e Mike Portnoy (Dream Theater), e si avvaleva del noto tecnico del suono Bert Baldwin, che compare anche nel primo album come tastierista e percussionista. 
Negli anni successivi anche Steff Fontaine e Kasim Sulton fecero temporaneamente parte della band, che svolgeva in quel periodo un'attività limitata, solo qualche concerto all'anno.  
Dopo aver pubblicato il secondo album dal vivo, la band si sciolse nel 2011.

## Discografia
- 2003 - One Night in New York City
- 2011 - One More Night in New York City

## Formazione

### Ultima
- Neal Morse - voce, tastiera (2000-2011)
- Paul Gilbert - chitarra (2000-2011)
- Kasim Sulton - basso (2006-2011)
- Mike Portnoy - batteria (2000-2011)

### Altri ex componenti
- Bert Baldwin - tastiera, percussioni (2000-2003)
- Steff Fontaine - tastiera, chitarra, percussioni, armonica, voce (2003-2005)
- Matt Bissonette - basso (2000-2006)